# USS Thompson (DD-627)
Эскадренный миноносец «Томпсон» (англ. USS Thompson (DD-627)) — американский эсминец типа Gleaves.
Заложен на верфи Seattle Tacoma Shipbuilding, Сиэтл 22 сентября 1941 года. Спущен 15 июля 1942 года, вступил в строй 10 июля 1943 года.
C 30 мая 1945 года быстроходный тральщик DMS-38.
Выведен в резерв 23 мая 1955 года.
С 15 июля 1955 года снова эсминец DD-627.
Из ВМС США исключён 1 июля 1971 года.
Продан 7 августа 1972 года фирме «American Ship Dismantlers Inc.» в Портленд и разобран на слом.